# 1983 en hockey sur glace
Cette page présente les éléments de hockey sur glace de l'année 1983, que ce soit d'un point de vue rencontres internationales ou championnats nationaux. Les grandes dates des différentes compétitions sont données ainsi que les décès de personnalités du hockey mondial.

## Autres Évènements

### Fondation de club
- Altonaer SV Hamburg (Allemagne)
- Dellwig Essen (Allemagne)
- EC Senden Crocodiles (Allemagne)
- EHC Essen West (Allemagne)
- EHC Unna (Allemagne)
- ERC Hassfurt (Allemagne)
- Harsefelder EC (Allemagne)
- HC Blenio (Suisse)
- HC Le Landeron (Suisse)
- PK-83 (Finlande)
- Preussen Berlin Capitals (Allemagne)
- REV Bremerhaven (Allemagne)
- UEC Lienz (Autriche)
- VERE Selb (Allemagne)

### Décès
- Le 15 mars, décès d'Aldege « Baz » Bastien à l'âge de 63 ans. Il fut directeur général des Penguins de Pittsburgh de 1977 jusqu'à sa mort.